# 松原智恵子
松原 智恵子（まつばら ちえこ、1945年1月6日  - ）は、日本の女優、タレント。所属事務所はグランパパプロダクション。
岐阜県生まれ、愛知県名古屋市育ち。名古屋市立桜台高等学校から芸能活動が可能な菊華高等学校（現杉並学院高等学校）に転校し卒業。明治大学二部英米文学科出身。身長157cm。血液型O型。特技は日本舞踊、乗馬。

## 人物

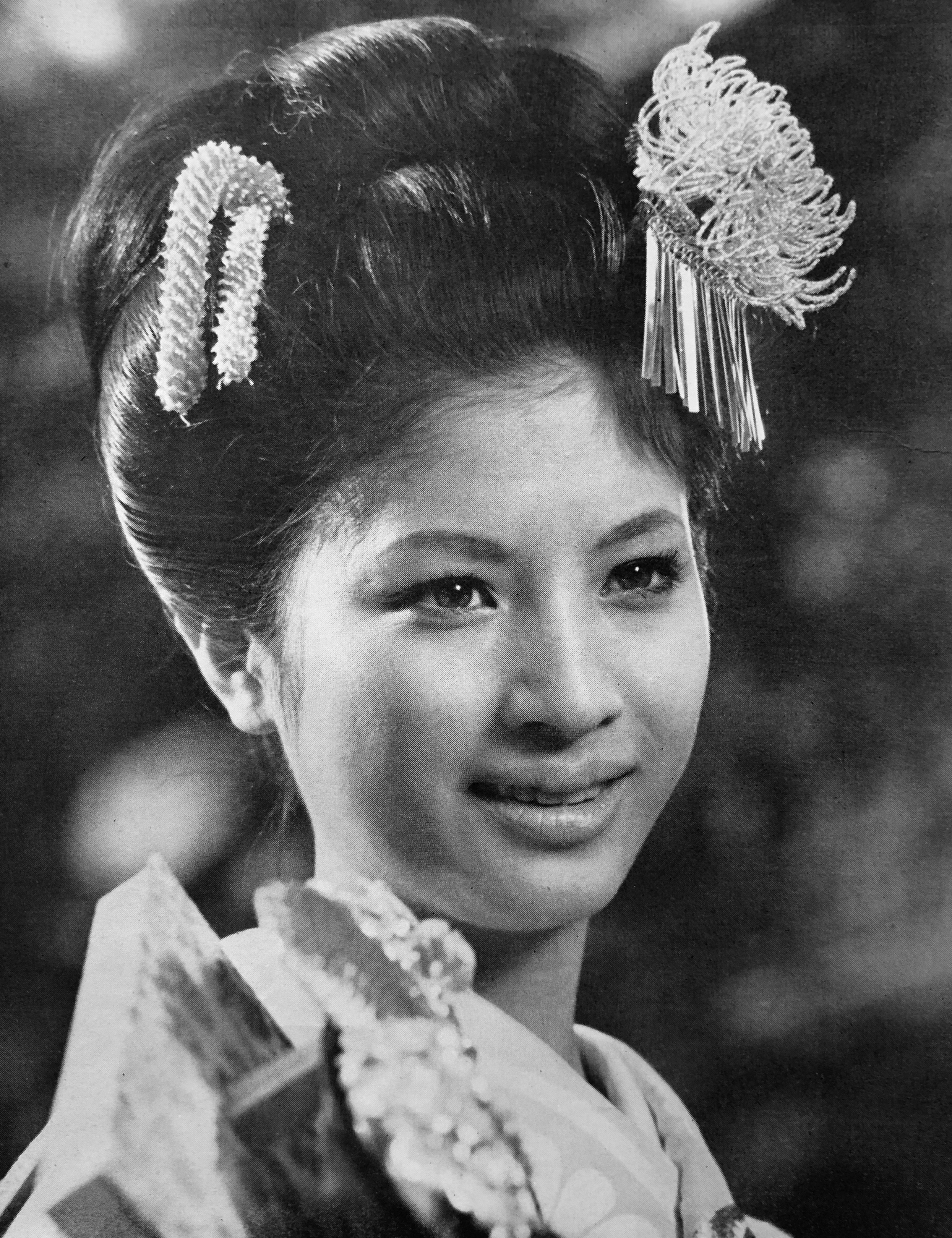
『映画情報』1965年2月号（国際情報社）より

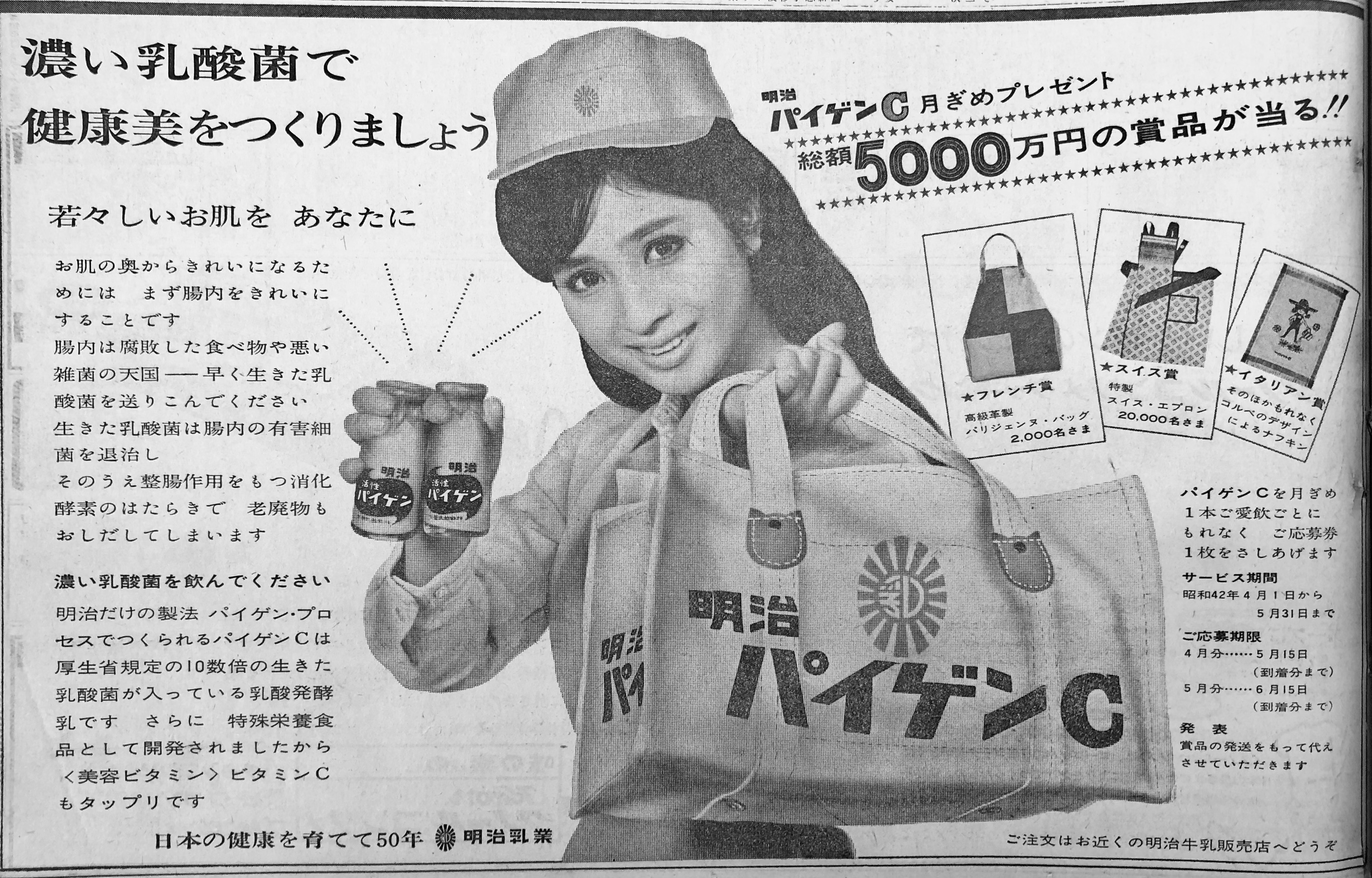
明治乳業の「パイゲンC」の新聞広告（1967年）

実家は名古屋市南区で銭湯を経営（現存）。戦時中、名古屋大空襲を避けるため、母親が疎開していた岐阜県で生まれ、戦後に実家のある名古屋に戻った。4人兄姉の末っ子で三女。
1960年、高校生の時に日活が行った「ミス16歳コンテスト」に入賞し、副賞としての撮影所見学がきっかけで「夜の挑戦者」で端役デビュー。
日活時代はアクション映画や青春映画のヒロイン役を多く演じ、1969年『恋のつむじ風』で初の単独主演を果たした。1971年に日活の一般映画制作中断により日活を離れ、テレビドラマに主軸を移して活動。
吉永小百合・和泉雅子と合わせて「日活三人娘」と呼ばれて人気を得る（1967年のブロマイド売り上げでは、吉永、藤純子（現・富司純子）、和泉、酒井和歌子、内藤洋子らを抑えて女優部門のトップになったほどの人気ぶりであった）。都会的で可憐な清純派スターとして、日活全盛期を代表する女優とされていた。
日活への入社が決まるや否や、父親が日活撮影所のある東京都調布市に一軒家を建ててくれたため、お手伝いさんと2人で住んでいたという。
16歳で軽自動車、18歳になると普通自動車免許を取得。結婚前はかなりのスピード狂で、高速道路で抜かれると「よくも!抜いたわね〜!（といった具合で）必ず抜き返していましたね」とコメントしている。
27歳で「女性自身」などに執筆するジャーナリストの黒木純一郎と結婚。新婚旅行ではアフリカ大陸に長期滞在。38歳で妊娠、39歳で長男を出産した。長男は医師である。
代表作である『ある日わたしは』が48年ぶりにスカパー!にて再放送されることが読売新聞で報道された。
2016年12月、第1回ソチ国際映画祭で『ゆずの葉ゆれて』の演技が認められ、主演女優賞を受賞した。
2022年、女性自身のインタビューで50年連れ添った夫の黒木が2月16日に逝去したことを明らかにした。同年12月26日放送の『徹子の部屋』ゲスト時に黒木が急逝した詳細を黒柳に話している。

## 出演

### 映画
- 夜の挑戦者（1961年）　※デビュー作
- 明日に向って突っ走れ（1961年）
- 太平洋のかつぎ屋（1961年）
- 無情の夢（1961年）
- 野獣の門（1961年）
- 東京のお転婆娘（1961年）
- 無鉄砲大将（1961年）
- 大当り百発百中（1961年）
- 紅の銃帯（1961年）
- 大平原の男（1961年）

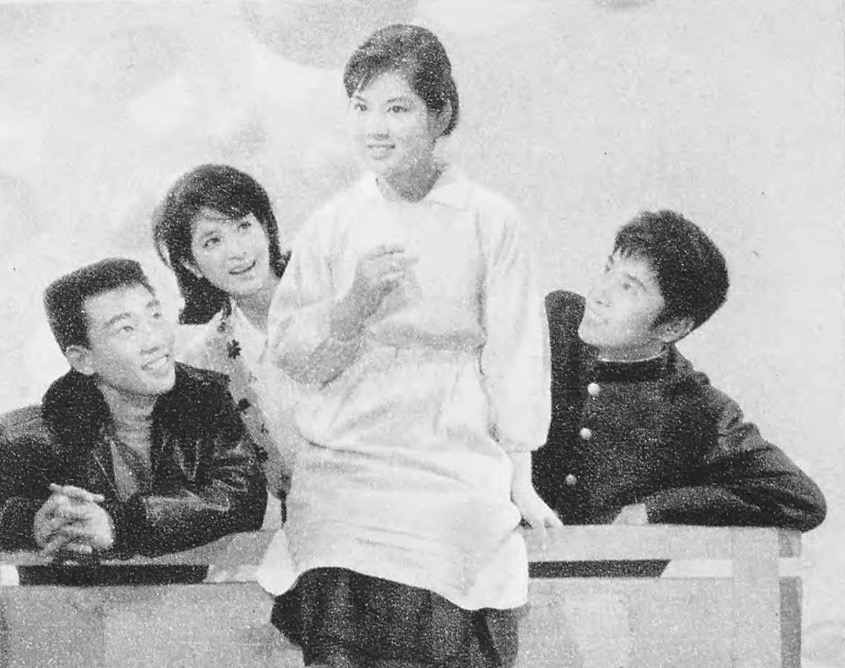
『いつでも夢を』（1963年）

『青春のお通り』（1965年）

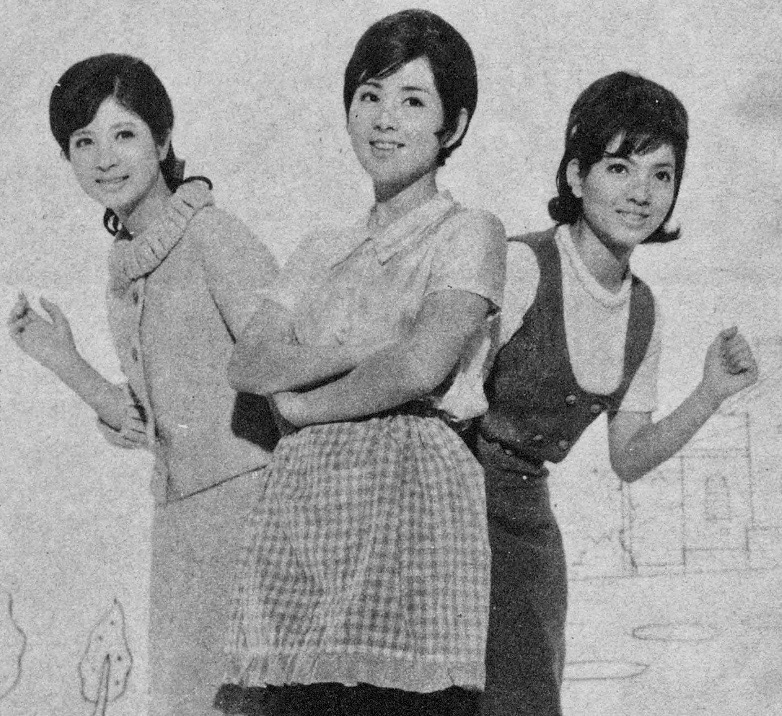
『青春のお通り 愛して泣いて突っ走れ!』（1966年）

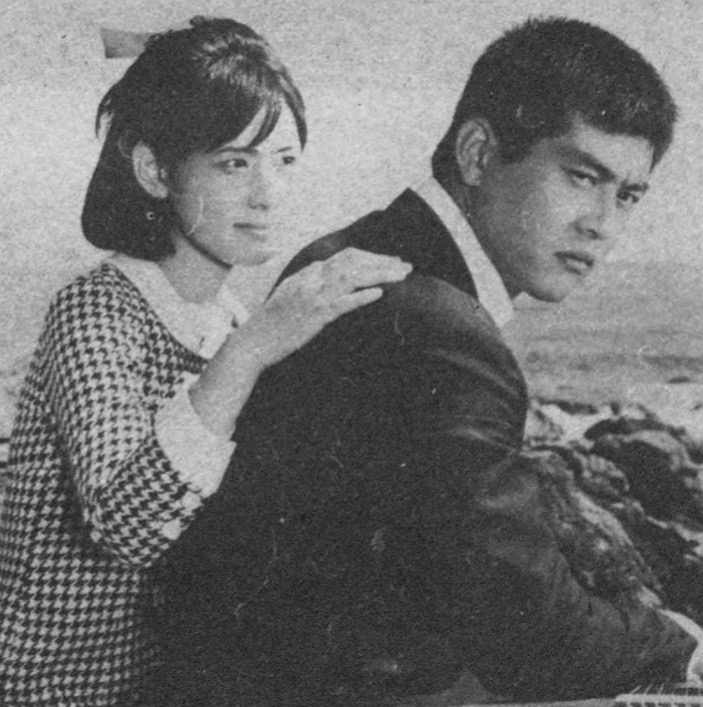
『続東京流れ者 海は真っ赤な恋の色』（1966年）

- セールスマン物語 男にゃ男の夢がある（1961年）
- 波止場気質（1961年）
- 追跡（1961年）
- 天に代わりて不義を討つ（1961年）
- 機動捜査班 秘密会員章（1961年）
- 一石二鳥（1961年）
- 北上夜曲（1961年）
- 大人と子供のあいの子だい（1961年）
- 燃える南十字星（1962年）
- 抜き射ち風来坊（1962年）
- さすらい（1962年）
- 地獄の夜は真紅だぜ（1962年）
- 二階堂卓也 銀座無頼帖 帰ってきた旋風児（1962年）
- 望郷の海（1962年）
- 風が呼んでる旋風児 銀座無頼帖（1963年）
- 関東無宿（1963年）
- 霧子のタンゴ（1963年）
- 関東遊侠伝（1963年）
- いつでも夢を（1963年）
- 銀座の次郎長 天下の一大事（1963年）
- 遊侠無頼（1963年）
- 学園広場（1963年）
- 現代っ子（1963年）
- さすらいのトランペット（1963年）
- 午前零時の出獄（1963年）
- 灼熱の椅子（1963年）
- 川っ風野郎たち（1963年）
- 人生劇場（1964年）
- 俺たちの血が許さない（1964年）
- 大日本コソ泥伝（1964年）
- 拳銃残酷物語（英語版）（1964年）
- 海賊船 海の虎（1964年）
- 花と怒涛（1964年）
- 東海遊侠伝（1964年）
- 仲間たち（1964年）
- 何処へ（1964年）
- ギター抱えたひとり旅（1964年）
- 拳銃無頼帖 流れ者の群れ（1965年）
- 投げたダイスが明日を呼ぶ（1965年）
- 城取り（1965年）
- あばれ騎士道（1965年）
- 河内ぞろ あばれ凧（1965年）
- 夜明けのうた（1965年）
- 真紅な海が呼んでるぜ（1965年）
- 青春のお通り（1965年）
- 星と俺とできめたんだ（1965年）
- 秩父水滸伝 必殺剣（1965年）
- 怪盗X 首のない男（1965年）
- 拳銃無宿 脱獄のブルース（1965年）
- マカオの竜（1965年）
- 俺にさわると危ないぜ（1966年）
- 逢いたくて逢いたくて（1966年）
- あなたの命（1966年）
- この虹の消える時にも（1966年）
- 骨まで愛して[1]（1966年）
- 東京流れ者（1966年）
- 涙になりたい（1966年）
- 続東京流れ者 海は真っ赤な恋の色（1966年）
- 青春のお通り 愛して泣いて突走れ!（1966年）
- 遙かなる慕情 星のフラメンコ（1966年）
- 喜劇 ニューヨーク帰りの田舎ッペ（1967年）
- 七人の野獣（1967年）
- 君は恋人（1967年）
- 夕笛（1967年）
- 東京市街戦（1967年）
- 恋人をさがそう（1967年）
- ザ・スパイダースのゴーゴー向う見ず作戦（1967年）
- 喜劇 東京の田舎っぺ（1967年）
- 残雪（1968年）
- 無頼シリーズ
  - 無頼より 大幹部（1968年）
  - 大幹部 無頼（1968年）
  - 無頼非情（1968年）
  - 無頼 人斬り五郎（1968年）
  - 無頼 黒匕首（1968年）
  - 無頼 殺せ（1969年）
- わが命の唄 艶歌（1968年）
- 燃える大陸（1968年）
- ぼん太の結婚屋 いろいろあらァな田舎ッペ（1968年）
- 前科 仮釈放（1969年）
- 刺客列伝（1969年）
- 涙でいいの（1969年）
- 青春の鐘（1969年）
- 愛するあした（1969年）
- 侠花列伝 襲名賭博（1969年）
- 恋のつむじ風（1969年）(それまでW主演はあったが、単独での主演作品としては初主演[8]。)
- 華やかな女豹（1969年）
- 博徒無情（1969年）
- 戦争と人間（1970年）
- 非行少年 若者の砦（1970年）
- 栄光への反逆（1970年）
- 女子学園 悪い遊び（1970年）
- 鉄火場慕情（1970年）
- 女の意地（1971年）
- 三人の女 夜の蝶（1971年）
- 昭和残侠伝 吼えろ唐獅子（1971年）
- 太陽は泣かない（1976年）
- 俺の選んだ女（1976年）
- トラック野郎・天下御免（1976年）
- 新仁義なき戦い 組長最後の日（1976年）
- バカヤロー!3 へんな奴ら（1990年）
- 十六歳のマリンブルー（1990年）
- 結婚（1993年）
- 河童の三平（アニメ映画、1993年）
- ピエタ（1997年）
- 愛する（1997年）
- ムルデカ MERDEKA 17805（2001年）
- Dolls（2002年）
- 旅の途中で FARDA（2002年）
- 死に花（2004年）
- おにぎり ARCADIA物語（2004年）
- 釣りバカ日誌17 あとは能登なれハマとなれ!（2006年）
- 黄色い涙（2007年） - 村岡きぬ
- グーグーだって猫である（2008年） - 麻子の母
- サヨナライツカ（2010年）
- 小川の辺（2011年、篠原哲雄監督）
- 私の叔父さん（2012年） - 郁代
- トテチータ・チキチータ（2012年、古勝敦監督） - 小暮百合子
- 「わたし」の人生 我が命のタンゴ（2012年）
- ピカ☆★☆ンチ LIFE IS HARD たぶんHAPPY（2014年） - 村岡
- 鏡の中の笑顔たち（2015年） - 長谷川さくら [9]
- ゆずの葉ゆれて (2016年） - バアちゃん
- アニバーサリー 「五十年目のシンデレラ」（2016年） - 主演（中村嘉葎雄とW主演）
- 僕らのごはんは明日で待ってる（2017年） - 上村芽衣子 [10]
- えちてつ物語〜わたし、故郷に帰ってきました。（2018年） - 笠羽和子
- 笑顔の向こうに（2019年）
- 君がまた走り出すとき（2019年） - 山村多笑
- 長いお別れ（2019年） - 東曜子
- 西成ゴローの四億円（2021年） - 林博美 
  - 西成ゴローの四億円 死闘篇（2022年）
- ひみつのなっちゃん(2023) - 並木恵子役
- 宮古島物語ふたたヴィラ（2023年）[11]
  - 宮古島物語ふたたヴィラ 再会ぬ海（2024年）[12]
- てっぺんの剣（2024年）[13]

### テレビドラマ

#### NHK
- 大河ドラマ
  - 国盗り物語（1973年） - お市
  - 元禄太平記（1975年） - 弁子（町子）
  - おんな太閤記（1981年） - 龍子
  - 春日局（1989年） - お初
  - 八代将軍吉宗（1995年） - 鷹司信子
  - 利家とまつ〜加賀百万石物語〜（2002年） - 安
  - 龍馬伝（2010年） - 坂本伊與
- 銀河テレビ小説
  - 幸せのとなり（1979年）
  - 海辺の家族（1980年） - 主演・小森道代
- 土曜ドラマ（NHK）
  - 結婚する手続き（1988年）
  - 愛が聞こえます（1993年） - 水原春子
- 連続テレビ小説
  - あぐり（1997年） - 川村美佐
  - すずらん（1999年） - きよ子
  - カムカムエヴリバディ（2022年） - 赤螺清子 [14]
- 夢みる葡萄（2003年） - 小夜
- BS時代劇（BSプレミアム）
  - 大岡越前（2013年） - 大岡妙
  - 大岡越前スペシャル 白洲に咲いた真実（2017年1月3日） - 大岡妙 [15]
  - 大岡越前スペシャル〜大波乱!宿命の白洲〜（2023年12月29日） - 大岡妙[16]
  - 大岡越前7（2024年）[17]
  - 大岡越前8（2025年）[18]
  - 小吉の女房 第2シリーズ（2021年） - 多賀
- プレミアムドラマ（BSプレミアム）
  - リキッド〜鬼の酒 奇跡の蔵〜（2015年） - 相楽好枝
  - 嫌な女（2016年） - 石田琴
  - 隠れ菊（2016年） - 上島キク

#### 日本テレビ
- 山のかなたに（1966年） - 井上美佐子
- 雨の中に消えて（1966年） - 川路あや子
- あいつと私（1967年） - 西田恵子
- ある日わたしは[1]（1967 - 1968年） - 城山ゆり子
- はじめまして（1968年）
- 若い川の流れ（1968年） - 北岡みさ子
- 颱風とざくろ（1969年） - 佐久間英子
- 雨の日の罠（1970年） - 寺井チエ
- 大いなる旅路（1972年）
- 月曜スター劇場
  - たんぽぽ
    - 第1シリーズ（1973年 - 1974年） - 真山玲子
    - 第2シリーズ（1975年） - 旗野葵
    - 第3シリーズ（1976年） - 藤枝千代
    - 最終シリーズ（1978年） - 野中千代

  - おしろい花（1974年） - 夕子
  - 竹とんぼ（1980年 - 1981年）
- 九丁目、泣いて笑った交差点女の中の男一匹（1976年） - 悠子
- 桃太郎侍 第112話「紅い花散る地獄旅」（1978年） - 浜路
- 新五捕物帳 第60話「あしたを夢みて」（1979年） - お久
- 手ごろな女（1980年） - 倉持しのぶ
- 天まであがれ!（1982年） - 松沢絹子
- 明石貫平35才（1983年） - 並河千恵子
- 花咲け花子（1983年）
- 春風一番!（1986年）
- 奇跡の人（1998年） - 相馬八重
- 幸福の王子（2003年） - 鳴川静子
- 崖っぷちホテル!（2018年） - 笹川加奈子
- 火曜サスペンス劇場
  - 弁護士・高林鮎子32「山形新幹線・つばさ106号の乗客」（2003年7月1日） - 野山泰子

#### TBS
- 東芝日曜劇場
  - 結婚前夜（1968年、朝日放送制作）
  - 雪の炎（1969年）
  - 結婚式（1969年、RKB毎日放送制作）※RKB制作初のカラードラマ
  - ぼくの家族（1976年） - 諸岡良子
  - 当節妻の条件（1980年）
- 時間ですよ（1970年 - 1973年） - 松野芙美
- 水戸黄門
  - 第2部第16話「叱られた黄門さま -山形-」（1971年） - お静
  - 第6部第3話「よみがえつた男 -人吉-」（1975年） - 縫
  - 第7部 - おあき
    - 第1話「水戸から消えた黄門さま -水戸・白河-」（1976年）
    - 最終話「日光街道日本晴れ -宇津宮・水戸-」（1977年）

  - 第9部第19話「仇討ち笹りんどう -中津川-」（1978年12月11日） - 塚本菊
- ヨイショ（1974年）
- 白い地平線（1975年） - 中倉しのぶ
- 愛の劇場
  - 愛の断崖（1975年）
  - 別れて生きる時も（1977年） - 塩崎美智
- 今日だけは（1977年） - 兵童森子
- 白い荒野（1977年 - 1978年） - 結城紀子
- 薔薇海峡（1978年 - 1979年） - 坂口葉子
- 赤い嵐（1979年 - 1980年） - しのぶの継母
- 女たちの忠臣蔵（1979年） - きく
- なぜか初恋・南風（1980年）
- 心（1980年5月1日） - 峯子
- 赤い死線（1980年） - 野中令子
- 出逢い（1981年） - 藤枝郁
- ひまわりの歌（1981年 - 1982年） - 鈴木良子
- 女7人あつまれば（1982年 - 1983年） - 鹿子木巴 役/美保
- ああ離婚（1982年 - 1983年）
- 私は負けない!ガンと闘う少女（1983年） - 佐久間久子
- ザ・サスペンス
  - 「悪魔のような完全犯罪　人はここまで悪くなれるか?!」（1983年、大映テレビ）　主演
  - 「ガラスの絆・人工受精殺人事件」（1983年、同上） - 主演・彩場治子
  - 「鳥取砂丘殺人事件」（1984年、同上）
- おんなは一生懸命（1988年）
- 金田一耕助の傑作推理 薔薇王（1989年）
- 特別企画ドラマ　閨閥(1990 年)
- さしすせそ!?（1997年） - まなみ
- アゲイン〜ラヴ・ソングをもう一度〜（1999年） - 石田由美子
- P.S. 元気です、俊平（1999年） - 太田原朋子
- 天国に一番近い男（2000年） - 春原清子
- 狂った果実（2002年） - 河野雪恵
- 夫婦。（2004年） - 元木マサ子
- 汚れた舌（2005年） - 江田典子
- マイフェアボーイ（2007年） - 岡崎淑江
- あるがままの君でいて（2008年） - 山本加代
- あぽやん〜走る国際空港（2013年） - 野坂すず子
- SAKURA〜事件を聞く女〜（2014年） - 市丸トミ
- 3つの街の物語（2015年） - 松田まり子
- 月曜ドラマスペシャル→月曜ミステリー劇場→月曜ゴールデン
  - 浅見光彦シリーズ
    - 浅見光彦シリーズ5「城崎殺人事件」（1995年10月30日） - 中富加代子
    - 浅見光彦シリーズ27「斎王の葬列」（2009年9月7日） - 小宮山頼子
    - 浅見光彦シリーズ31「箸墓幻想」（2012年9月3日） - 河野美砂緒

  - 一色京太郎事件ノート7「京都花づくし殺人事件」（1998年7月6日） - 河野君江
  - 十津川警部シリーズ22「京都・恋と裏切りの嵯峨野」（2001年4月2日） - 芳子
  - 上条麗子の事件推理6「死を呼ぶ佐渡情話」（2009年7月6日） - 栗原綾乃 役
  - 美食カメラマン 星井裕の事件簿2「京都「源氏物語」華の道の殺人」（2011年4月25日） - 北條富士子

#### フジテレビ
- 青春（1967年） - 佐原百合
- 土曜劇場
  - きんらんどんす（1969年）
- 銭形平次
  - 第335話「おしのが帰って来た」（1972年） - おしの
  - 第580話「女の水鏡」（1977年） - お志乃（おしん）
  - 第645話「母娘（おやこ）草紙」（1978年） - お光
- 徳川おんな絵巻（1971年） - 千賀姫
- 水曜ドラマシリーズ おやじの嫁さん（1973年）
- 新・座頭市 第1シリーズ「いのち駒」（1977年） - おゆき
- 同心部屋御用帳 江戸の旋風（第3シリーズ） 第2話「あばずれ芸者」（1977年）
- 江戸の渦潮 第3話「命の泉いつまでも」（1978年） - おつる
- 夏樹静子サスペンス「事故のいきさつ」（1986年）
- 夫が戻る日（1987年）
- 世にも奇妙な物語「血も涙もない」（1992年）
- その時、ハートは盗まれた（1992年） - 椎名正子
- 裸の大将 第73話「清とサクランボ娘」（1995年、KTV / 東阪企画） - 吉池春子
- 天才柳沢教授の生活（2002年） - 柳沢正子
- 東京ラブ・シネマ（2003年） - 松原智恵子（本人役）
- 剣客商売スペシャル「母と娘と」（2005年） - 瀬川幽仙
- 潔子爛漫〜きよこらんまん〜（2013年） - 九堂冨久
- 営業部長 吉良奈津子（2016年） - 小山周子 [19]
- ウツボカズラの夢（2017年） - 鹿島田久子
- 隕石家族（2020年） - 門倉正子
- 金曜プレステージ
  - 「検事・霞夕子」（2011年 - 2014年） - 霞彩子

#### テレビ朝日
- ナショナルゴールデン劇場
  - 愛しき哉（1966年）
  - レモンの涙（1968年）
  - どてかぼちゃ（1975年 - 1976年）
  - 敵か?味方か?3対3（1978年）
  - 流氷の詩（1979年）
- 恋はいろいろ恋人達シリーズ「ぬいぐるみの恋人」（1967年）
- いらっしゃいませ（1967年）
- テレビ映画 「喧嘩太郎」（1968年）
- テレビスター劇場 「ふしぎな御縁で」（1974年）
- 土曜ワイド劇場
  - 「江戸川乱歩「悪魔の紋章」より 死刑台の美女」（1978年） - 宗方京子 役
  - 「時効　一億円強奪!　オニオコゼの追跡」（1979年）
  - 「松本清張の地の骨」（1980年） - 楢沢夾子 役
  - 「悪霊の住む家　危険な誘惑」（1980年）
  - 「怨霊! あざ笑う人形　危険な未亡人」（1980年） - 主演・井関久美 役
  - 「危険な誘拐　貴女ならどうする!?」（1982年）
  - 「松本清張の事故」（1982年） - 山西勝子 役
  - 「家政婦は見た!3 エリート家庭のあら探し 結婚スキャンダルの秘密」（1985年6月29日） - 仙波房子 役
  - 「尼さん探偵名推理」（1989年）
  - 「上流社会花嫁スキャンダル殺人事件」（1990年） - 古川紫乃 役
  - 「真夏の女子高生連続殺人」（1990年） - 酒井春代 役
  - 「湯けむり受胎旅行連続殺人」（1995年） - 天城靖枝 役
  - 京都の芸者弁護士事件簿（1998年） - 藤波江里子 役
  - デパート仕掛け人!天王寺珠美の殺人推理5（2012年8月25日） - 佐伯遼子 役
  - 東京駅お忘れ物預り所6（2013年6月29日） - 森崎静代 役
  - 温泉 (秘) 大作戦14（2014年8月16日） - 及川琴乃 役
- 月曜ワイド劇場 「妻の秘密」（1983年）　主演
- 特捜最前線 第476話「慕情・神代課長を狙撃させた女！」（1986年） - 国伴珠巳 役
- 暴れん坊将軍IX 第32話「母なればこそ 椿の花は知っていた」（1999年） - お浜 役
- はみだし刑事情熱系
  - PART2 最終話「東京〜那覇〜渡嘉敷島 愛と死の復讐殺人！」（1998年3月25日） - 大谷加奈子 役
  - PART5 第17話「冬の海と35年目の恋 殺意の偽装トリック」（2001年2月7日） - 吉川杏子 役
- 新・京都迷宮案内（2003年） - 船村キク江 役
- 遺恨あり 明治十三年 最後の仇討（2011年） - 山岡英子 役
- 刑事110キロ（2014年） - 三隅和代 役
- やすらぎの刻〜道（2019 - 2020年） - 九重めぐみ 役
- 刑事7人 Season8 第5話（2022年8月10日） - 野間静子 役

#### テレビ東京
- 大江戸捜査網
  - 第14話「初姿！花の喧嘩状」（1971年）
  - 第59話「天狗を見た娘」（1972年） - おさき
  - 第69話「琉球の女」（1972年）
- ドラマ女の手記 手さぐりの旅路（1986年）
- 幕府お耳役檜十三郎（1991年） - お富
- バースデイ〜こちら椿産婦人科〜（1999年） - 花田知子
- 女優 麗子〜炎のように（2013年） - 渡瀬絹代
- 僕らプレイボーイズ 熟年探偵社（2015年） - 藤村百合子
- サ道2021（2021年） - ナカタヒロコ 
  - サ道 2024SP（2024年）
- 女と愛とミステリー
  - いなか刑事・伊原泰三の退職捜査日誌（2001 - 2002年） - 伊原千鶴
  - 絆（2002年） - 原島亜樹子
- 水曜ミステリー9
  - 葬儀屋松子の事件簿2（2013年） - 神崎和可子
  - みちのく麺食い記者 宮沢賢一郎3（2014年） - 角川道子
- 月曜プレミア8
  - 当番弁護士 梶原藤子の事件ファイル（2020年 - ） - 大西虹子

### 舞台
- 放浪記（1974年） - 悠起

### テレビアニメ
- アガサ・クリスティーの名探偵ポアロとマープル（2005年） - イライザ・ダン

### バラエティ
- ごきげん月曜7時半（日本テレビ）（1986年）
- 明石家マンション物語（1999年 - 2000年）
- お願い!ランキングGOLD2時間sp（テレビ朝日、2011年6月18日-）
- 名古屋ほじくりバラエティ ザキロバケイコ [20]（名古屋テレビ、2015年12月19日）
- 芸能人格付けチェックBASIC 春の3時間スペシャル（テレビ朝日、2019年3月19日）

### ラジオ
- 文化講演会（NHKラジオ第2放送、2010年12月19日）

### CM
- 明治乳業（現：明治）・パイゲンC（1967年）
- ボス レインボーマウンテンブレンド『医師編』（2012年）

## 楽曲

### シングル
※　すべて日本コロムビア
- 「泣いてもいいかしら」作詞：植田俤子、作曲：戸塚三博（1967年、SAS-959）
  - c/w　ひとりで歩くのが好き
- 「淋しいあの人」作詞・作曲：万里村ゆき子（1967年、SAS-998）
  - c/w　ひとりの雨降り
- 「心から愛した人」作詞：秋川由美、作曲：戸塚三博（1968年、SAS-1093）
  - c/w　私にだけ
- 「ブルー・レディー」作詞：万里村ゆき子、作曲：櫻田誠一（1968年10月、SAS-1192）
  - c/w　痛い指輪
- 「恋の眠り姫」作詞：吉岡治、作曲：櫻井順（1969年、SAS-1229）
  - c/w　夕陽の中のチコ

### CDアルバム
- 「コンプリート・シングル・コレクション」(2014年9月24日発売)